# John Anglin
Pour les articles homonymes, voir Anglin (homonymie).
John William Anglin, né le 2 mai 1930 dans le comté de Miller en Géorgie, est un criminel américain qui s'échappa de la prison d'Alcatraz avec son frère Clarence et Frank Morris la nuit du 11 juin 1962. Depuis son évasion, aucune trace de lui ne fut retrouvée, il est désormais déclaré disparu et présumé mort noyé dans la baie de San Francisco.

## Biographie

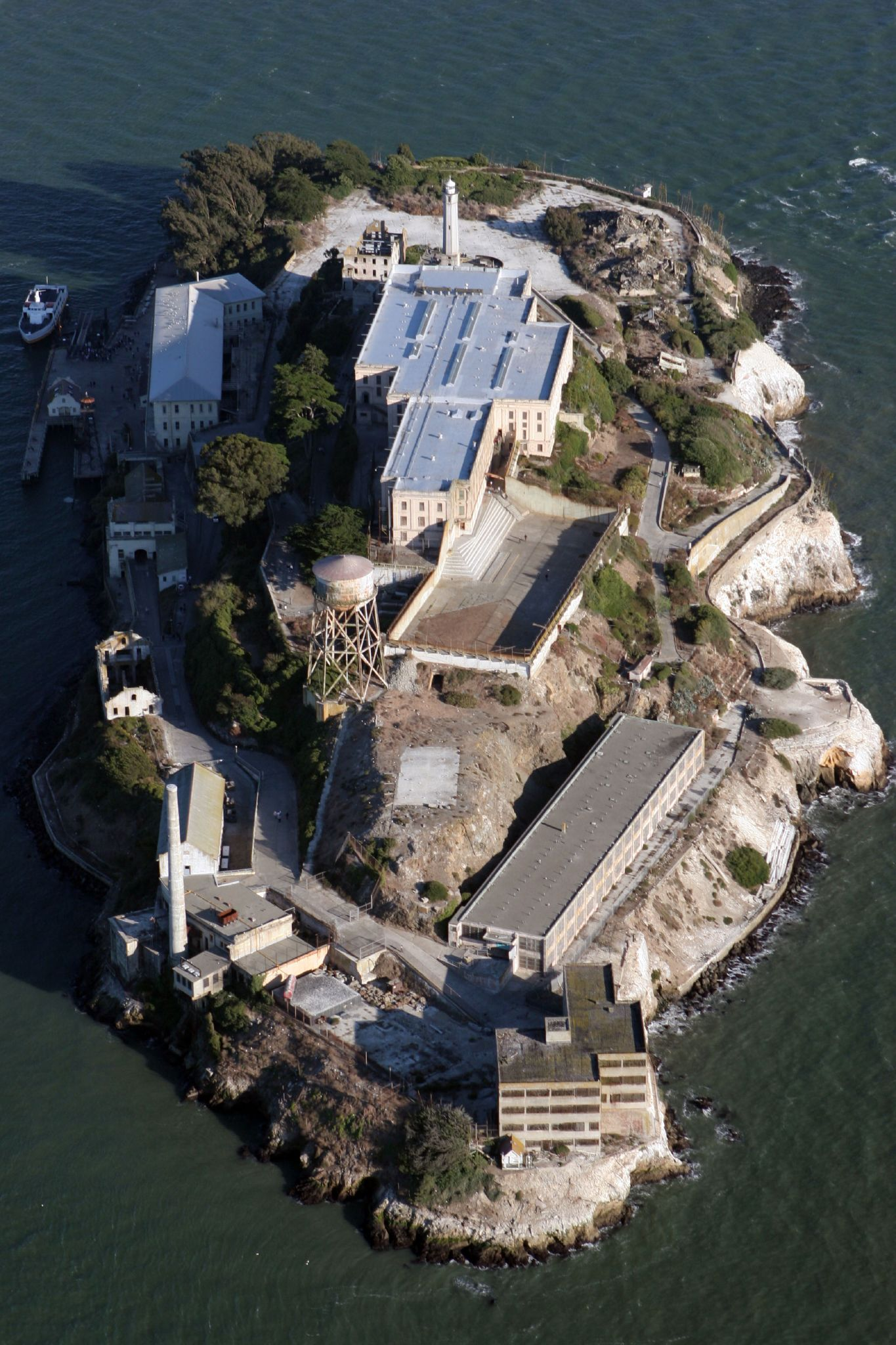
Photographie aérienne du pénitencier fédéral d'Alcatraz.

Fils de George Robert Anglin et Rachael Van Miller Anglin, il était issu d'une fratrie de quatorze enfants (sept garçons et sept filles). John est né en Georgie dans le comté de Miller, mais a passé une bonne partie de son enfance à Donaldsonville dans le Comté voisin de Seminole, avant d'habiter Ruskin en Floride.
L'avis diffusé par le FBI indique qu'il était agriculteur. Ses frères Clarence, Alfred et lui furent arrêtés pour des braquages de banque et des affaires de grand banditisme, notamment à Columbia en Alabama. Les trois frères étaient des spécialistes des évasions et eurent l'occasion de le démontrer dans les divers pénitenciers où ils furent incarcérés. John et Clarence furent ensuite envoyés dans la prison d'Alcatraz pour purger une peine de 60 ans de prison. Là, ils mirent au point leur évasion. Alfred incarcéré dans un autre pénitencier en Alabama, mourut quelque temps après l'évasion de ses frères, en tentant lui aussi de s'évader

## Évasion
Avec la complicité de Frank Morris, le chef des évadés, et d'Allen West, ils élaborèrent un plan : s'échapper pendant la nuit pour que les gardiens ne se rendent compte de leur évasion qu'à partir du matin, ce qui leur laissait du temps pour s'éloigner de l'île. Pour ne pas donner l'alerte pendant la nuit, ils fabriquèrent des mannequins pour retarder l'alerte. Ils décidèrent également de ne pas retourner à San Francisco et tentèrent d'aller jusqu'à Angel Island de façon à ne pas être retrouvés. Les forces de l'ordre, après des années (depuis le 12 juin 1962 au matin) pensèrent que ces trois évadés n'étaient pas arrivés jusqu'à Angel Island et par conséquent, qu'il s'etaient noyés. 
Un cliché pris au Brésil vers 1975 par Fred Brizzi un ami d'enfance des frères Anglin devenu trafiquant de drogue entre la Floride et l'Amérique du Sud, fut remis à la famille, tendrait à démontrer que Clarence et John auraient vécu dans ce pays où ils auraient acquis une ferme,. Néanmoins, ils restent encore aujourd'hui recherchés par les autorités américaines.
En 2013, une mystérieuse lettre a été envoyée aux autorités. L'auteur selon la lettre était John Anglin et disait que ses frères et lui avaient réussi à s'échapper, mais de justesse. Il disait aussi qu'il avait 83 ans et qu'il était malade. Toujours selon cette lettre, Frank Morris serait mort en 2008 à l'âge de 82 ans  et Clarence Anglin en 2011 à l'âge de 80 ans. Il a aussi dit que si les autorités lui promettaient de n'aller en prison qu'une année pour tout ce qu'il avait fait, il dirait où il se trouve précisément ; il insistait aussi dans cette lettre pour dire que cela n'était pas une blague. À la suite de cela, l'enquête a été rouverte, des analyses ADN ont été faites mais elles n’ont pas été concluantes. La lettre a été rendue publique en janvier 2018.
Quatorze tentatives précédentes d'évasion eurent lieu en vain par trente-six différents prisonniers.

## Film
Dans le film de 1979 L'Évadé d'Alcatraz, John Anglin est joué par Fred Ward.